# Poczekalnia (album)
Poczekalnia – debiutancki solowy album piosenkarza Vita Bambino, wydany 25 września 2020.
W maju 2024 nagrania uzyskały certyfikat złotej płyty.

## Lista utworów
1. „L'amour”
2. „Jesteś Moją Różą”
3. „Nie Róbmy Dzieci Dziś”
4. „Wachania”
5. „Bunkrów Nie Ma”
6. „Fikurazi (Luv)”
7. „Oddaj” (feat. Natalia Szroeder)
8. „Bye Bye Kba”
9. „Je Suis Polonais”
10. „Last Puff”
11. „Pytania Do Niego”
12. „Rampage”
13. „San Fran”
14. „Age Of Detox”
15. „Amar Franciszek Adam”